# Heidi Zeller-Bähler
Heidi Zeller-Bähler, švicarska alpska smučarka, * 25. julij 1967, Sigriswil.
Nastopila je na dveh olimpijskih igrah, najboljšo uvrstitev je dosegla leta 1994 z devetim mestom v veleslalomu. Na svetovnih prvenstvenih je najboljšo uvrstitev dosegla leta 1993, ko je bila v isti disciplini četrta. V svetovnem pokalu je tekmovala enajst sezon med letoma 1985 in 1996 ter dosegla tri zmage in še deset uvrstitev na stopničke. V skupnem seštevku svetovnega pokala se je najvišje uvrstila na tretje mesto leta 1995, ko je bila tudi druga v veleslalomskem in superveleslalomskem seštevku.